# 燃料空氣炸彈

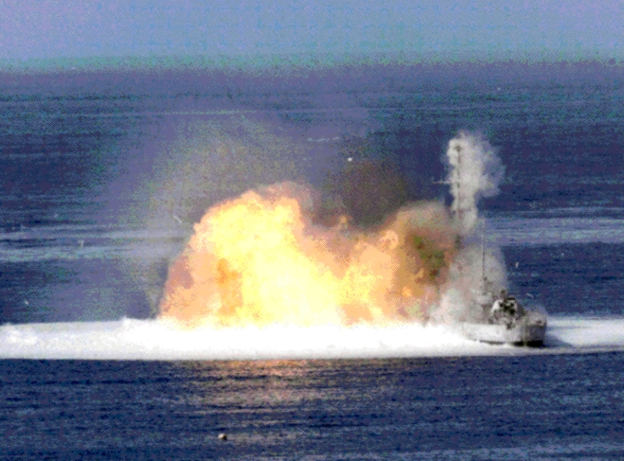
1972年，美国海军对退役舰艇“McNulty”号使用的空爆燃燒彈的爆炸。

燃料空氣炸彈（英語：Fuel Air Explosive，簡稱），亦稱之為云爆弹、油氣彈、真空彈（vacuum bomb），燃料空气炸弹由易燃且具有揮發性燃料，以及用于引爆的炸药组成；其工作原理是首先第一次引爆将燃料散开，之后燃料与空气接触混合形成氣溶膠后二次引爆。燃料空气炸弹爆炸所产生冲击波的持续时间是常规炸药持续时间的数倍，且爆炸杀伤范围和威力也超过常规炸药，其爆炸效能亦是同等质量TNT炸药的3~11倍，以及高温、窒息等附加杀伤。由於是利用環境中的氧氣作为氧化劑，其爆炸同時會大量消耗氧氣，造成爆炸區短暫缺氧狀態。而经过发展，1980年代的「第三代」燃料空气炸弹则不需要二次引爆，且结构经过简化，爆炸效能达到同质量TNT炸药的9~11倍。同样出现于1980年代的温压弹（Thermobaric bomb）由于使用氧化剂而无需通过空气中的氧气燃烧，其适用性和杀伤效力更是超越了燃料空气炸弹。燃料空气炸弹和温压弹可作为火箭弹、导弹、航空炸弹的彈頭。

## 原理
以1960年代的「第一代」和1970年代的「第二代」空爆燃燒彈為例，其爆炸過程是：當空爆燃燒彈到達目標上空時，在引信的作用下引爆母彈頭，將子彈頭拋散在空中，燃料通過壓力等機械力方式從子彈頭中釋放出來，並均勻散佈在空氣中，與空氣充分混合形成雲霧狀的氣溶膠，並在目標上空聚集形成覆蓋。當氣溶膠達到一定濃度後，由子彈頭中的引信在空中進行第二次引爆，在瞬間釋放出巨大熱能，形成高溫高壓的火球，其溫度通常在2500℃左右，並以每秒2000至2500米的速度迅速膨脹，產生高溫、超壓及爆震波等杀伤力；同時油氣燃燒還將在短時間內消耗掉爆炸區周圍的大量氧氣而造成窒息，令此種彈藥有这「窒息彈」的別稱。
空爆燃燒彈對装甲车辆和军事设施、機場跑道、掩體進行破壞並對其中的人員造成殺傷，效能可以是同等重量的TNT炸藥的3倍至11倍。空爆燃燒彈爆炸除對有生力量和建築物構成毀傷外，由於空爆燃燒彈爆炸還會產生微量電磁脈衝，會對電子器材產生額外的破壞。其威力為常規武器中最大，并足以媲美核武器。
第一代燃料空气炸弹主要使用液体燃料和粘稠胶状燃料，主要是易燃、易爆且在较低温度下呈液态，沸点较低而温度稍高极易挥发成气态，与空气混合能够形成气溶胶，如环氧乙烷和环氧丙烷混合物，或环氧丁烷与二氧化硅 、碳粉、辛酸铝等凝胶剂制成的胶状物。第二代燃料空气炸弹則使用金屬粉塵作粉塵爆炸，以產生更高的溫度和爆風，亦消耗更多的氧氣。已知中國最新研究則使用氫化鎂。原理為初級爆炸時把氫化鎂粉碎為微米級顆粒擴散，氫化鎂其後因極端環境自我化解並釋出氫氣，餘溫重新點燃氫氣，並觸發主要爆炸，可產生超過1000攝氏度持續2秒的高溫。

## 歷史
第一次世界大戰時期就曾有為增強殺傷威力而在迫擊砲彈內裝乙炔，使其被發射後與空氣混合後點火產生爆炸，但因效果不佳而作罷。第二次世界大戰後開始作有系統之研究，曾得出研究，即將裝有丙烷和乙炔的燃料筒從空中投下，燃料筒破裂將燃料散出後，以曳光彈射擊燃料雲的方式引爆，但研發進展緩慢且實驗方法粗糙，最终亦是毫无结果。
直到1961年美國海軍武器試驗站（Naval Ordnance Test Station）在加利福尼亚中國湖（China Lake）進行空爆燃燒彈的可行性研究後，始於1962年開始進行雛型空爆燃燒彈（FWS-1）之設計、實驗及評估，並在越南戰爭中首次使用空爆燃燒彈，開啟了使用這種「非常規的常規武器」的先河。

## 發展
目前各國裝備這1980年代的「第三代」空爆燃燒彈，由於1960年代的「第一代」和1970年代的「第二代」空爆燃燒彈均需要兩次引爆，即第一次先引爆將燃料散布至空氣中，使其形成氣溶膠後二次引爆。因此在兩次引爆的時間差內容易受環境因素影響，導致武器系統可靠性降低，特別是二次引爆裝置，對於引爆燃料氣溶膠濃度和混合均勻度、點火時機和高度與起爆延遲，以及精確度和氣象條件配合的要求甚高。第一、二代空爆燃燒彈亦不適宜在高速移動狀態下使用，更是限制其使用範圍。此外第一、二代空爆燃燒彈投射時，需使用減速傘來減低投擲速度，以將燃料與空氣混合；但減速傘不僅增加空爆燃燒彈的重量與體積，更限制了載具裝載彈藥的數量和運輸效率。
第三代空爆燃燒彈與第一、二代空爆燃燒彈最大的不同，在於其僅需一次引爆即可完成，其引爆方式主要有化学催化和光化学方式起爆；由於簡化了武器構造並降低製造生產成本，亦改善和提升了武器的可靠性、生存性及戰術靈活性。早在1987年起，美国、俄罗斯、加拿大、中華人民共和國等國皆已開始研發第三代空爆燃燒彈。美国的第三代空爆燃燒彈的爆炸威力可达到同质量TNT炸药的9~11倍；而俄罗斯「炸弹之父」（FOAB）的空爆燃燒彈爆炸冲击波半径足有300m，TNT当量44吨，而俄罗斯军队表示炸弹之父将会取代俄军的小型核武。
中華民國國家中山科學研究院曾研發小型空爆燃燒彈青雲油氣彈，並以中華民國國軍裝備的雷霆2000多管火箭系統、F-16戰隼戰鬥機、F-CK-1經國號戰鬥機為發射平台。

### 温压弹
温压弹（Thermobaric bomb）与燃料空气炸弹原理相近，不同的是其使用具有燃料和高爆炸药特性的温压炸药，由于使用了氧化剂能够不使用空气中的氧气进行燃烧，因此仅一次引爆即可完成原先燃料空气炸弹需要散开燃料后再度引爆的过程。温压炸药的爆炸过程由最初的爆炸反应开始，此时还并未使用空气中的氧气进行氧化还原反应，随后温压炸药粒子构成的粒子云开始燃烧，此时爆炸产生的冲击波与燃烧已经释放出大量能量。而爆炸后仍然具有燃烧性的燃烧物与周围空气中氧气混合产生附加的二次燃烧，此时将进一步释放大量能量，使燃烧范围再度扩大，并延长了高压冲击波的持续时间。而温压炸药含有的金属粉末会在被加热时燃烧，并产生大量能量，同样增强了温压弹的威力。
首种温压武器为苏联的PRO-A SHMEL「步兵火箭喷火器」，为肩扛式火箭弹/发射器并配备有3种火箭弹，其中的PRO-A火箭弹便使用温压炸药战斗部 ，并于1984年装备苏联军队，俄罗斯军队则在第二次車臣戰爭中使用这种武器清剿车臣武装的狙击手。
911事件发生后，美国国防部开始准备「持久自由」作战，并要求军队和相关研发者加速研发BLU-118B温压弹等适合用于打击地下目标的新式武器，2001年12月14日美国空军在内华达州进行试验，并成功证明BLU-118B温压弹在爆炸时能对洞穴内部产生高压和高温，随后美军于正式展开的「持久自由」作战，并于2002年3月3日开始装备BLU-118B温压弹以应对塔利班和基地组织的武裝份子，获得了良好的战术成效和使用评价。BLU-118B温压弹长2.5米、直径0.37米，重约907千克，采用洛克希德·马丁公司的BLU-109钻地战斗部，装填由奥克托今炸药和聚氨酯橡胶，端羟基聚丁二烯并加入铝粉混合而成的PBXIH-135温压炸药。

## 使用
空爆燃燒彈運用方式甚廣，如攻擊面目標、地下设施和掩体、载具以及對人員產生殺傷，並可用於縱火清掃阻絕物、消除生化武器或清除水雷和地雷。空爆燃燒彈可作為火炮和航空炸彈、飛彈、火箭彈等武器的彈頭。

### 国际公约
目前没有任何国际公约禁止使用气溶胶炸弹，燃料空气炸弹或真空弹等类似武器攻击军事目标；但联合国特定常规武器公约中规定不可对平民使用这类武器。目前为止也尚未有任何立法限制或禁止使用燃料空气炸弹。